# Castegnato
Castegnato é uma comuna italiana da região da Lombardia, província de Bréscia, com cerca de 6.666 habitantes. Estende-se por uma área de 9 km², tendo uma densidade populacional de 741 hab/km². Faz fronteira com Gussago, Ospitaletto, Paderno Franciacorta, Passirano, Rodengo-Saiano, Roncadelle, Travagliato.

## Demografia
| Variação demográfica do município entre 1861 e 2011                               |
|                                                                                   |
| Fonte: Istituto Nazionale di Statistica (ISTAT) - Elaboração gráfica da Wikipedia |